# V-Cube 6

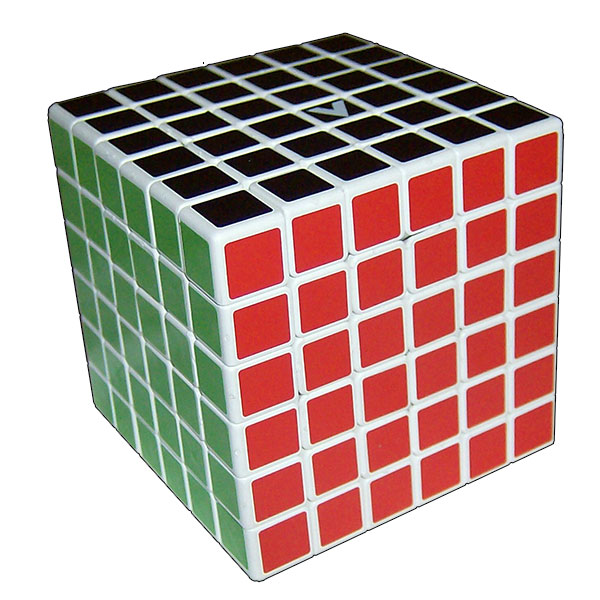
V-Cube 6 resuelto.

El V-Cube 6 es la versión de 6x6x6 del cubo de Rubik. Fue inventado por Panagiotis Verdes, lanzado el 2008 y es producido por su compañía Verdes Innovations SA.

## Descripción
El rompecabezas consiste de 152 piezas visibles en la superficie del cubo. También existen 60 piezas móviles completamente ocultas dentro del interior del cubo, y 6 piezas fijas pegadas a la estructura central. El rompecabezas emplea el mismo mecanismo que el V-Cube 7, excepto que, en el último, las piezas ocultas se hacen visibles.

## Récords mundiales

### Velocidad
El actual récord mundial en la resolución de este cubo, es del estadounidense Max Park, quién lo resolvió en 59.74 segundos en el torneo CubingUSA Southeast Championship 2022.

### Promedio
También le pertenece a Max Park, el cual durante el torneo Rubik's WCA World Championship 2023. Lo batió con un promedio de 1:07.11. Hizo los siguientes tiempos: 1:13.88, 1:07.13 y 1:00.33..

## Soluciones

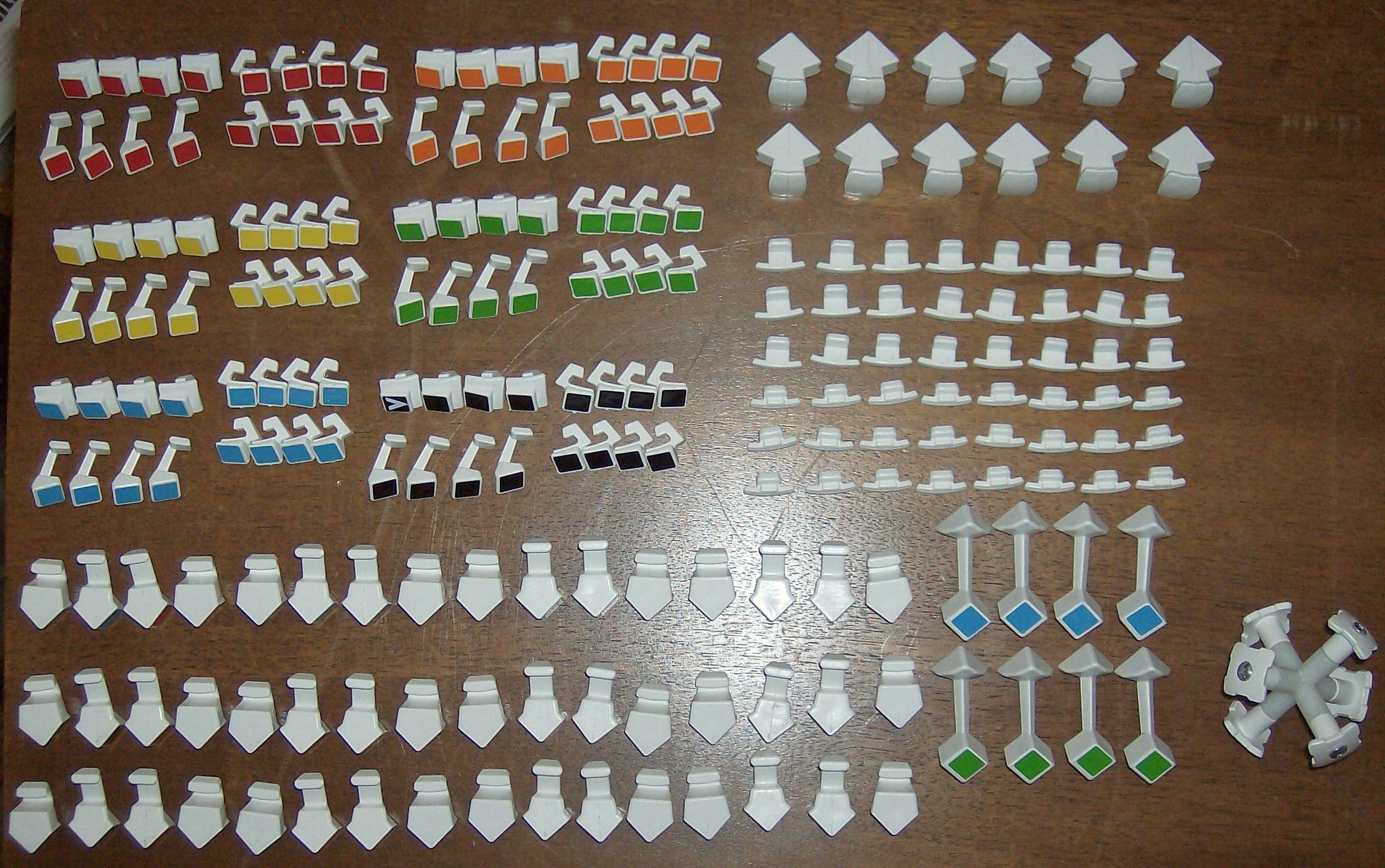
V-Cube 6 desmontado.

Existen numerosos métodos que pueden ser empleados para resolver el V-Cube 6. El método de capa por capa, empleado para resolver el cubo de 3x3x3, también puede ser empleado para el V-Cube 6. Un método consiste en agrupar las piezas centrales que tienen el mismo color, y luego hacer coincidir las aristas que poseen los mismos colores que los centros agrupados. Una vez hecho esto se puede resolver el cubo como si fuera de 3x3x3 moviendo únicamente las capas externas. Al resolver de esta forma al V-Cube 6, es posible alcanzar ciertas posiciones que no pueden ser resueltas con el cubo estándar de 3x3x3. Por ejemplo, un único par de aristas puede quedar invertido o el cubo puede aparentar tener una permutación impar, es decir, que dos piezas parezcan estar intercambiadas (lo cual no es posible en el cubo de 3x3x3). Estas situaciones son conocidas como errores de paridad y son posibles de resolver en el V-Cube 6 mediante una secuencia especial, aunque esto ya ocurría en el cubo 4x4x4 e incluso en el 2x2x2.

## Permutaciones

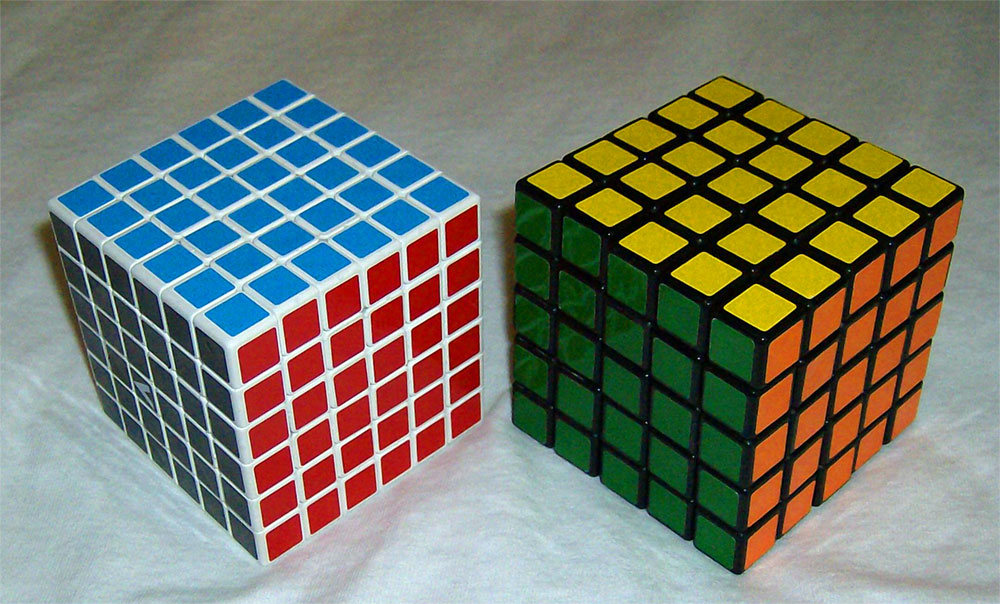
El V-Cube 6 tiene aproximadamente el mismo tamaño que el Cubo del profesor oficial.

Hay 8 esquinas, 48 aristas y 96 centros.
Es posible cualquier permutación de las esquinas, incluidas las permutaciones impares. Siete de las esquinas se pueden girar de forma independiente y la orientación de la octava depende de las otras siete, lo que da 8! ×3⁷ combinaciones.
Hay 96 centros, compuestos por cuatro conjuntos de 24 piezas cada uno. Dentro de cada conjunto hay cuatro centros de cada color. Los centros de un conjunto no se pueden intercambiar con los de otro conjunto. Cada conjunto se puede organizar en 24! diferentes caminos. Suponiendo que los cuatro centros de cada color en cada conjunto son indistinguibles, el número de permutaciones se reduce a 24!/(24⁶ ) arreglos. El factor reductor se produce porque hay 24 (4!) formas de disponer las cuatro piezas de un color determinado. Esto se eleva a la sexta potencia porque hay seis colores. El número total de permutaciones centrales son las permutaciones de un solo conjunto elevado a la cuarta potencia, 24!⁴ /(24²⁴ ).
Hay 48 aristas, que constan de 24 aristas interiores y 24 exteriores. Éstas no se pueden voltear, debido a la forma interna de las piezas, ni un borde interior puede intercambiar su lugar con un borde exterior. Los cuatro bordes de cada cuarteto coincidente son distinguibles, ya que los bordes correspondientes son imágenes especulares entre sí. Es posible cualquier permutación de las aristas en cada conjunto, incluidas las permutaciones impares, dando 24! arreglos para cada set o 24!² en total, independientemente de la posición u orientación de cualquier otra pieza.
Suponiendo que el cubo no tiene una orientación fija en el espacio, y que las permutaciones resultantes de girar el cubo sin torcerlo se consideran idénticas, el número de permutaciones se reduce en un factor de 24. Esto se debe a que las 24 posiciones y orientaciones posibles de la primera esquina son equivalentes debido a la falta de centros fijos. Este factor no aparece al calcular las permutaciones de N×N×N cubos donde N es impar, ya que esos rompecabezas tienen centros fijos que identifican la orientación espacial del cubo.
Esto da un número total de permutaciones de
{\displaystyle {\frac {8!\times 3^{7}\times 24!^{6}}{24^{25}}}\approx 1.57\times 10^{116}}
El número completo es 157 152 858 401 024 063 281 013 959 519 483 771 508 510 790 313 968 742 344 694 684 829 502 629 887 168 573 442 107 637 760 000 000 000 000 000 000 000 000, en letras: quince sexdecillones setecientos quince mil doscientos ochenta y cinco quindecillones ochocientos cuarenta mil ciento dos cuatordecillones cuatrocientos seis mil trescientos veintiocho tredecillones ciento un mil trescientos noventa y cinco duodecillones novecientos cincuenta y un mil novecientos cuarenta y ocho undecillones trescientos setenta y siete mil ciento cincuenta decillones ochocientos cincuenta y un mil setenta y nueve nonillones treinta y un mil trescientos noventa y seis octillones ochocientos setenta y cuatro mil doscientos treinta y cuatro septillones cuatrocientos sesenta y nueve mil cuatrocientos sesenta y ocho sextillones cuatrocientos ochenta y dos mil novecientos cincuenta quintillones doscientos sesenta y dos mil novecientos ochenta y ocho cuatrillones setecientos dieciséis mil ochocientos cincuenta y siete trillones trescientos cuarenta y cuatro mil doscientos diez billones setecientos sesenta y tres mil setecientos setenta y seis millones.
Una de las piezas centrales está marcada con una V , lo que la distingue de las otras tres de su conjunto. Esto multiplica por cuatro el número de patrones hasta 6,29×10¹¹⁶ , aunque cualquiera de las cuatro posiciones posibles para esta pieza podría considerarse correcta.

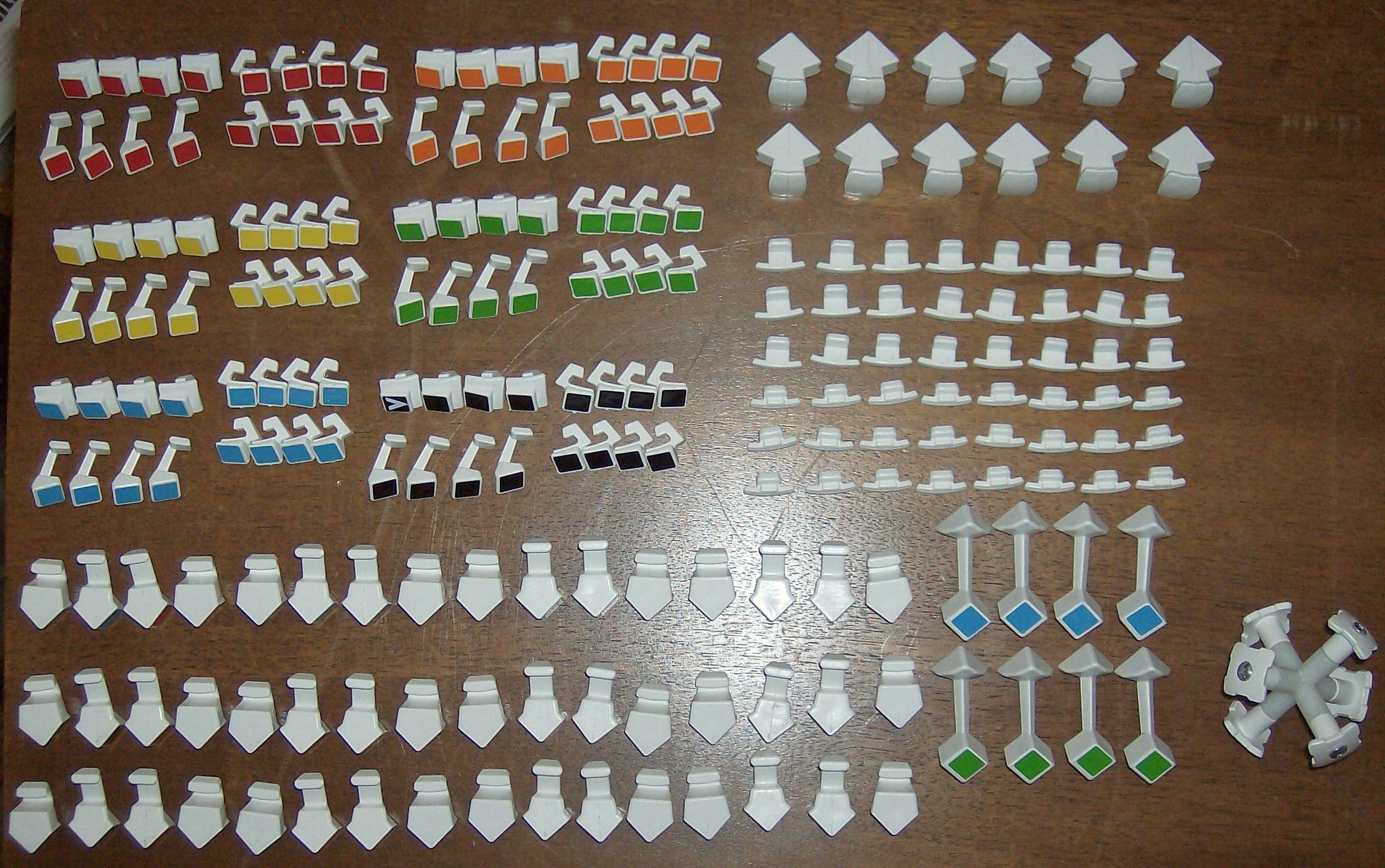
V-Cube 6 desmontado